# Агаракский медно-молибденовый комбинат
Агаракский медно-молибденовый комбинат — промышленное предприятие, основанное в 1953 году, расположенное на юге Армении, в городе Агарак, по переработке, обогащению и добыче медно-молибденовых руд. Комбинат эксплуатирует открытое Агаракское медно-молибденовое месторождение. Предприятие перерабатывает такие рудные минералы, как пирит, халькопирит, молибденит, борнит, халькозин, ковеллин, местами магнетит и гематит; также жильные минералы: кварц, серицит, хлорит, эпидот, карбонаты. Основными полезными компонентами являются: медь, молибден и сера. Извлечение руды 95 %, разубоживание 4 %. Tехнология обогащения — коллективно-селективная флотация, которая позволяет получать 49—50 % молибденового и 15 % медного концентратов.

## Показатели деятельности
В мае 2004 года американская компания Comsup Commodities купила 100 % акций закрытого акционерного общества за 600 тысяч долларов. Согласно договору, покупатель обязался в течение двух лет с момента приватизации инвестировать в предприятие порядка 3,5 млн долларов. Средства должны были быть направлены на технологическую модернизацию и увеличение объёмов добычи руды.
Агаракский медно-молибденовый комбинат увеличил производство медного концентрата на 12,29 %, до 15159 т, в январе-июне 2010 г. по сравнению со вторым полугодием 2009 г., сообщили в компании GeoProMining. При этом АММК увеличил производство молибденового концентрата на 2,4 %, до 254 т. В 2011 году комбинат переработал 2,7 млн тонн руды.
На комбинате работают около 1000 человек или 1/3 населения города Агарак.
10 июля 2019 года ЗАО "Агаракский медно-молибденовый комбинат" незапланированно остановил производство в связи с несанкционированной забастовкой сотрудников цеха технологического транспорта (ТТ). Причиной забастовки стало разночтение пунктов Трудового договора с Трудовым кодексом Республики Армении.
В сентябре 2019 года ЗАО "Агаракский медно-молибденовый комбинат" завершил реализацию инвестиционного проекта, направленного на технологическое перевооружение предприятия на юге Армении. В программу модернизации входит капитальная реновация производства, техническое переоснащение карьера и перевооружение фабрики.